# Pero hoffmannii
Pero hoffmannii är en fjärilsart som beskrevs av Louis Beethoven Prout 1933. Pero hoffmannii ingår i släktet Pero och familjen mätare. Inga underarter finns listade i Catalogue of Life.